# Социопат
Социопат е разновидност на психопат, човек, който има абнормално или патологично поведение в сферата на социалните взаимоотношения. Такъв човек притежава клинична неспособност да се пригоди и адаптира в човешката среда. В отношенията си с други хора той създава конфликтни ситуации и не се поучава от грешки или неприятни преживявания. Не проявява лоялност дори към близките си. Такъв индивид е неспособен на уважение и не спазва общоприетите норми на поведение. Социопатът никога не изпитва вина, тревога или разкаяние, тези чувства са му непознати, той се държи така, като че ли няма съвест, защото неговите понятия за критическо възприемане на поведението и за добро, и зло са силно изкривени.
Обикновено социопатите нямат стойностна система и се отнасят с пренебрежение към такава, както и към цената на човешкия живот. Напълно егоистично, те се опитват да задоволят всяка своя духовна или физическа нужда и потребност. Те лесно изпадат в състояния на гняв или ярост, трудно се владеят, лесно избухват и тази тяхна проява има признаците на обикновена психоза.